# Joana Ceddia
Joana Campos Ceddia  (Río de Janeiro, 21 de junio de 2001) es una YouTuber, vlogger y exnadadora y corredora brasileña-canadiense. Con su peculiar e irónico sentido del humor, Ceddia es famosa por ser una persona con la que su público predominantemente adolescente puede identificarse.

## Carrera
Joana creó su canal de YouTube el 17 de diciembre de 2017 tras sufrir una lesión que le impidió seguir una carrera en atletismo. Se convirtió en un fenómeno de Internet en el mismo año, ganando casi dos millones de suscriptores en el espacio de unos pocos meses.  Algunos de sus videos más populares involucran a Joana cortándose el cabello con tijeras, recreando obras de arte populares (como La joven de la perla de Johannes Vermeer), haciendo vlogs simples de su experiencia en la escuela secundaria y "transformándose" cómicamente en personajes populares y figuras públicas creando disfraces manualmente.
Ceddia fue finalista en la categoría "Mejor comediante de YouTube" en los Shorty Awards en 2018, y fue nominada para la categoría "Breakout Creator" en los Streamy Awards 2019.
Para agosto de 2020, su canal de YouTube ha acumulado 3.26 millones de suscriptores y 273.369.219 visualizaciones de sus videos en conjunto. Ella también tiene dos artículos de merchandasing disponibles actualmente; la 'Joana Trinket Box' y el 'Joana Ceddia Sweater'.

## Vida personal
Ceddia vive actualmente con su madre Denilce Campos y su padre, Rolando Ceddia, en Toronto, donde estudia física y astronomía en la universidad. Su madre representó a Brasil en los Campeonatos Sudamericanos de Gimnasia Artística de 1980 y 1982, ganando el oro en equipos en ambas ocasiones. Su padre es profesor asociado en la Escuela de Kinesiología y Ciencias de la Salud de la Universidad de York. Ceddia ha participado en ballet, atletismo y natación competitiva en escuelas y es medallista de oro por la OFSAA.
El 17 de marzo de 2020, Ceddia lanzó un video en el que había criado 24 codornices, nombrando a las que criaron a Quigley, Quinton, Quincy, Qelly (Kelly con una Q) y Dula Peep. El 19 de junio de 2020, reveló en un video que Qelly había fallecido el 13 de mayo de 2020 debido a una plausible condición genética. Ceddia dijo que después de la muerte de sus codornices, no volverá a tener una mascota, debido a los conflictos morales que le presenta, evidente en su declaración: "sacar un animal de su hábitat natural y luego guardarlo en una caja para mi placer personal”.

## Premios y nominaciones
| Año  | Premio          | Categoría                     | Resultado | Ref(s) |
| ---- | --------------- | ----------------------------- | --------- | ------ |
| 2019 | Premios Shorty  | "Mejor comediante de YouTube" | Nominada  | [ 6 ]  |
| 2019 | Premios Streamy | "Breakout Creator"            | Nominada  | [ 8 ]  |